# Indian Hills, Colorado
Indian Hills är en census-designated place i Jefferson County i Colorado. Vid 2020 års folkräkning hade Indian Hills 1 474 invånare.